# Kill Creek Township
Kill Creek Township är en ort i Osborne County i delstaten Kansas, USA.